# 许建康
许建康（1965年5月—），男，安徽砀山人，中国美术家协会会员，中华人民共和国画家。

## 生平
1985年毕业于安徽师范大学美术系，1992年结业于南京艺术学院美术系中国画专业硕士研究生课程班。2008年被安徽省文联评为安徽省十佳优秀青年美术家。现任南京信息工程大学艺术学院党委书记，教授，硕士生导师，江苏省国画院特聘画师。

## 作品获奖
- 1998年：《春闺》获“安徽省青年美展”银奖
- 1999年：《阳光-日子》入选第九届全国美展，获安徽省美展二等奖
- 2000年：《秋韵》获中国美术最高学术奖“金彩奖”铜奖
- 2004年：《雪域净土》获第二届全国少数民族画展优秀奖，《徽州行吟》获新世纪安徽省首届美术大展铜奖
- 2006年：《夜宴》入选“2006中国画家提名展”
- 2008年：《雪融》获安徽省第二届美术大展优秀奖
- 2009年：《风从山岗掠过》获安徽省第三届美术大展铜奖
- 2011年：《人民教育家陶行知》入选安徽省重大历史题材美术创作工程
- 2014年：《吉祥草原》获“第三届全国少数民族美术作品展”优秀奖